# Hancock County (West Virginia)
Ds Hancock County ist ein County im US-Bundesstaat West Virginia. Das U.S. Census Bureau hat bei der Volkszählung 2020 eine Einwohnerzahl von 29.095 ermittelt. Der Sitz der Countyverwaltung (County Seat) ist in New Cumberland.

## Geographie
Das Hancock County liegt im Northern Panhandle und ist das nördlichste County von West Virginia, grenzt im Osten an Pennsylvania, im Westen an Ohio, wobei die Grenze durch den Ohio River gebildet wird, und hat eine Fläche von 229 Quadratkilometern, wovon 14 Quadratkilometer Wasserfläche sind. Es grenzt an folgende Countys:
| Columbiana County (Ohio) |               |                                  |
| Jefferson County (Ohio)  |               | Beaver County (Pennsylvania)     |
|                          | Brooke County | Washington County (Pennsylvania) |

## Geschichte

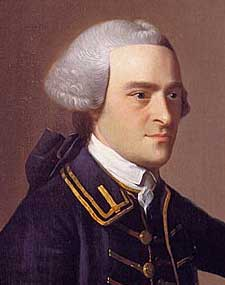
J. Hancock

Das Hancock County wurde am 15. Januar 1848 aus Teilen des Brooke County gebildet. Benannt wurde es nach John Hancock (1737–1793), dem Präsidenten des zweiten Kontinentalkongresses und Mitunterzeichner der Amerikanischen Unabhängigkeitserklärung sowie erster Gouverneur von Massachusetts.

## Demografische Daten
Nach der Volkszählung im Jahr 2010 lebten im Hancock County 30.676 Menschen in 13.429 Haushalten. Die Bevölkerungsdichte betrug 142,7 Einwohner pro Quadratkilometer.
Ethnisch betrachtet setzte sich die Bevölkerung zusammen aus 95,7 Prozent Weißen, 2,3 Prozent Afroamerikanern, 0,1 Prozent amerikanischen Ureinwohnern, 0,3 Prozent Asiaten sowie aus anderen ethnischen Gruppen; 1,3 Prozent stammten von zwei oder mehr Ethnien ab. Unabhängig von der ethnischen Zugehörigkeit waren 1,0 Prozent der Bevölkerung spanischer oder lateinamerikanischer Abstammung.
In den 13.429 Haushalten lebten statistisch je 2,21 Personen.
20,1 Prozent der Bevölkerung waren unter 18 Jahre alt, 61,1 Prozent waren zwischen 18 und 64 und 18,8 Prozent waren 65 Jahre oder älter. 51,6 Prozent der Bevölkerung war weiblich.

Das jährliche Durchschnittseinkommen eines Haushalts lag bei 39.779 USD. Das Prokopfeinkommen betrug 23.287 USD. 14,6 Prozent der Einwohner lebten unterhalb der Armutsgrenze.

## Städte und Gemeinden
Citys
- Chester
- New Cumberland
- Weirton1

Census-designated place (CDP)
- Newell

Unincorporated Communitys
| - Chestnut Hill - Congo - Fairhaven - Kings Creek | - Lawrenceville - Lennyville - Moscow - New Manchester | - Pleasant Valley - Sun Valley |

1 – teilweise im Brooke County